# Monte Breithorn
Il monte Breithorn (pron. ted. AFI : [bʁaɪ̯thɔʁn] - 4.165 m s.l.m.) è una montagna che fa parte della catena montuosa del Monte Rosa nelle Alpi Pennine.

## Descrizione
Si trova sul confine tra l'Italia e la Svizzera e divide la Mattertal (Vallese) e la val d'Ayas (Valle d'Aosta).

## Toponimo
Il toponimo significa "corno largo" in lingua tedesca.

## Vette

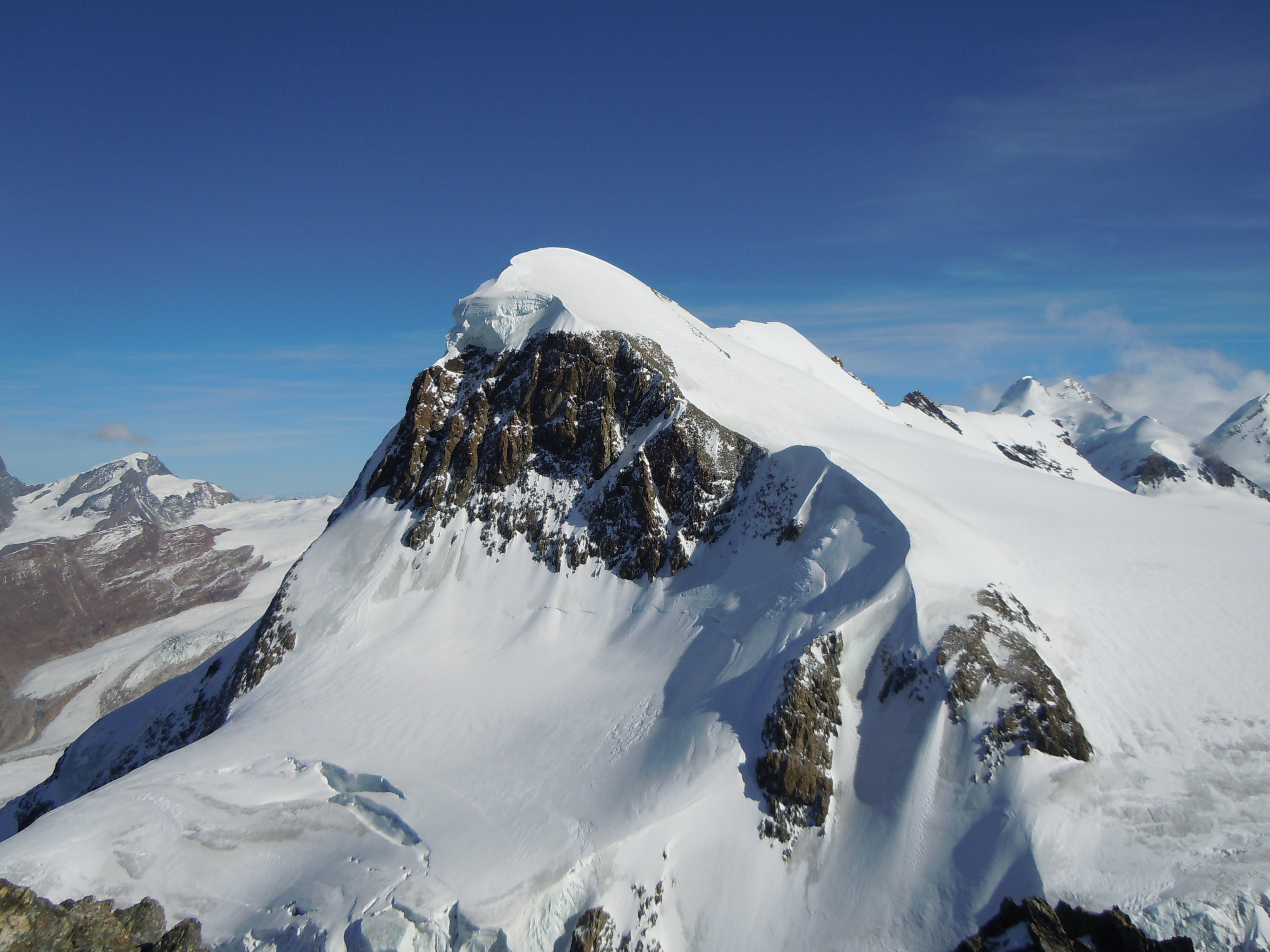
Il Breithorn Occidentale dal Piccolo Cervino.

È composto da cinque vette collegate tra di loro da un sottile filo di cresta. Partendo da ovest ed andando verso est si incontra:
- Breithorn Occidentale (4.165 m)[1]
- Breithorn Centrale (4.160 m)
- Breithorn Orientale (4.141 m)
- Breithornzwillinge (4.106 m)
- Roccia Nera (4.075 m).

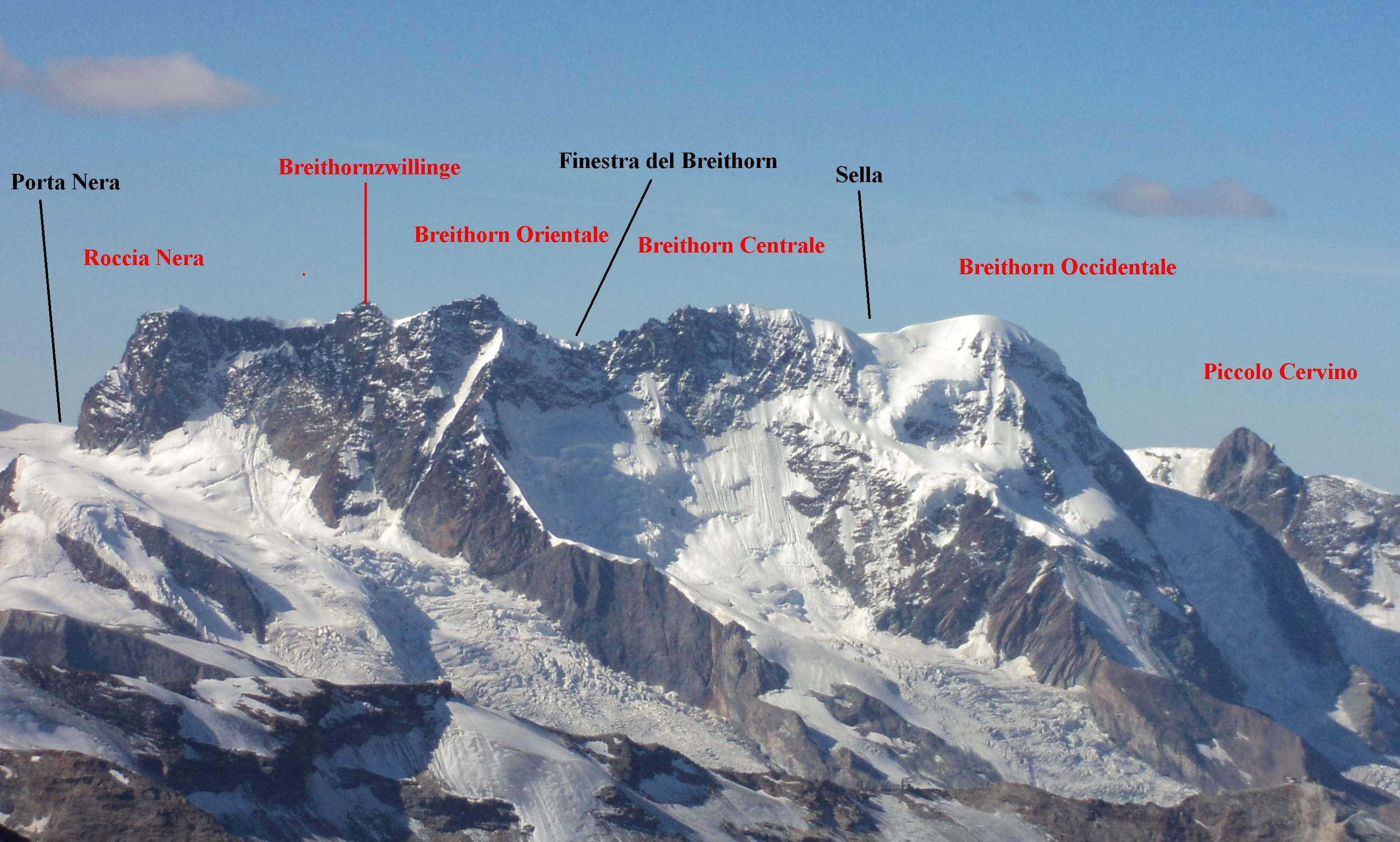
Versante nord del Breithorn con l'indicazione delle varie vette e colli.

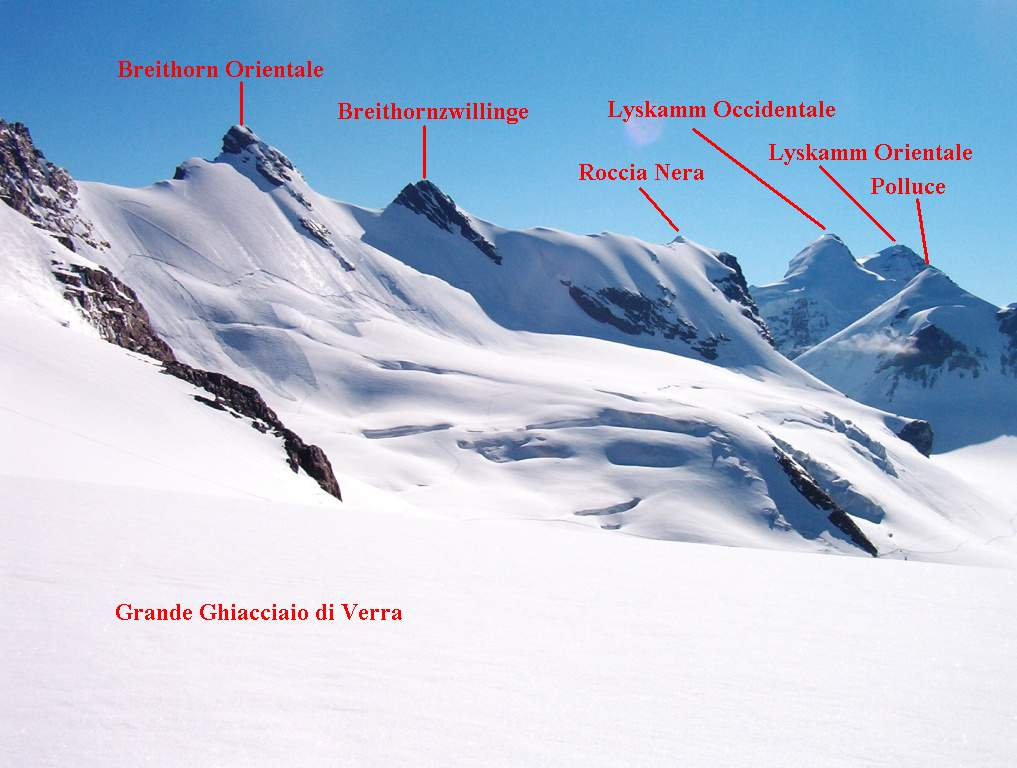
Versante sud del Breithorn con indicate alcune vette.

Il Breithorn Occidentale è separato dal Breithorn Centrale dalla Sella (4.081 m). Tra il Breithorn Centrale e quello orientale troviamo la Finestra del Breithorn (4.014 m). Dopo la Roccia Nera la Porta Nera (3.734 m - in tedesco Schwarztor) separa il monte Breithorn dal Polluce.

## Prima ascensione
Il Breithorn Occidentale venne scalato per la prima volta nel 1813 da Henry Maynard, Joseph-Marie Couttet, Jean Gras, Jean-Baptiste Hérin e Jean-Jacques Hérin.

## Salita alla vetta
Il Breithorn Occidentale è considerato uno dei quattromila più facili delle Alpi. Più impegnative sono le ascese alle altre vette.
Particolarmente lunga e difficile è la traversata integrale del monte Breithorn. Comunemente viene percorsa partendo dal Bivacco Rossi e Volante. Si sale prima la Roccia Nera, poi si tocca il Breithornzwillinge, il Breithorn Orientale, quello Centrale ed infine quello Occidentale.
Più facile è la traversata dal Breithorn Occidentale al Breithorn Centrale.